# Vícar
Vícar és una localitat de la província d'Almeria. L'any 2006 tenia 20.220 habitants. La seva extensió superficial és de 64 km² i té una densitat de 313,6 hab/km². Les seves coordenades geogràfiques són 36° 60′ N, 1° 2′ O. Està situada a una altitud de 287 metres i a 20 quilòmetres de la capital de la província, Almeria.